# Stojkovići (Konjic, BiH)
Stojkovići su naseljeno mjesto u općini Konjic, Federacija Bosne i Hercegovine, BiH.

## Stanovništvo

### 1991.
Nacionalni sastav stanovništva 1991. godine, bio je sljedeći:
ukupno: 110
- Muslimani – 102
- Srbi – 2
- ostali, neopredijeljeni i nepoznato – 6

### 2013.
Nacionalni sastav stanovništva 2013. godine, bio je sljedeći:
ukupno: 28
- Bošnjaci – 28